# Lieska (ö i Finland)
Lieska är en ö i Finland. Den ligger i sjön Längelmävesi och i kommunen Kangasala i den ekonomiska regionen Tammerfors och landskapet Birkaland, i den södra delen av landet, 150 km norr om huvudstaden Helsingfors. Öns största längd är 0,6 kilometer i nord-sydlig riktning.